# スコットランド信条
スコットランド信条（スコットランドしんじょう、英：Scottish Confession）は、スコットランド教会（スコットランド長老派教会）の最初の信仰告白である。神学的にはカルヴァン主義である。ジョン・ノックスと5人の牧師たちによって4日間で書き上げられた、使徒信条の構成順に25条からなる信条である。1560年にスコットランド王国議会で承認され、1647年にウェストミンスター信仰告白が国会で採用されるまでスコットランド教会の信条であった。
- 第1章 神
- 第2章 人類創造
- 第3章 原罪
- 第4章 約束の啓司
- 第5章 教会の存続、成長、維持
- 第6章 キリストの受肉
- 第7章 なぜキリストは神と人間であらねばならなかったのか
- 第8章 選択
- 第9章 キリストの死、苦難、埋葬
- 第10章 復活
- 第11章 昇天
- 第12章 聖霊への信仰
- 第13章 善行の理由
- 第14章 神に善行とみなされる行ないとは
- 第15章 律法の完全と人間の不完全
- 第16章 教会
- 第17章 魂の不死
- 第18章 正しい教会は偽りの教会と区別されるべきか、また教えの審判者か
- 第19章 聖書の権威
- 第20章 総会議の権威と召集理由
- 第21章 聖礼典
- 第22章 聖礼典の正しい方法
- 第23章 聖礼典は誰に施すべきか
- 第24章 行政担当官
- 第25章 教会に無償で与えられている賜物